# بن كونغور
بن كونغور هو سياسي أمريكي، ولد في 29 أكتوبر 1856، وتوفي في 28 فبراير 1922. نشط حزبياً في الحزب الجمهوري. وقد انتخب عضو جمعية ولاية نيويورك ‏ وانتخب عضو مجلس ولاية نيويورك ‏.